# Monostola infans
Monostola infans är en fjärilsart som beskrevs av Alphéraky 1892. Monostola infans ingår i släktet Monostola och familjen nattflyn. Inga underarter finns listade i Catalogue of Life.